# Longchenpa
Longchenpa of Longchen Rabjampa (1308 - 1364 of 1369) was een leraar binnen de nyingmaschool van het Tibetaans boeddhisme en was de belangrijkste auteur van de Dzogchen leer. Zijn bekendste verhandeling is de Zeven schatten, een samenvatting van 600 jaar boeddhisme in Tibet.

## Biografie
Longchenpa werd gezien als een reïncarnatie van Pema Ledrel Tsal en was een zoon van meester Tenpasung en Dromza Sonamgyen. Op zijn elfde werd hij monnik en studeerde bij Rangjung Dorje, de derde karmapa. Hij ontving de nyingmatransmissies van zijn familie en studeerde met vele grote meesters en ontving de leer van de kadampa en sakyapa. Toen hij 19 werd ging hij studeren in het Sangpu Neutok klooster.
Vervolgens vonden twee belangrijke gebeurtenissen plaats. Hij had een visioen van Padmasambhava en zijn partner Yeshe Tsogyal, en hij ontmoette de mysticus Rigzin Kumaradza. Samen met Rangjung Dorje trokken ze vervolgens twee jaar op en brachten de Dzogchen leer samen en in overeenstemming met de nyingma- en kagyü-tradities. Na vele jaren in retraite begon werd hij abt van Samye en begon les te geven. In Bhutan werd hij vader van een zoon en een dochter.
Longchenpa wordt soms de eretitel "De Tweede Boeddha" gegeven, een term die ook vaak aan Padmasambhava werd gegeven. Evenals de 3e karmapa had hij de eretitel "Kunkhyen" (alwetend).

## Geschriften
Longchenpa wordt beschouwd als de belangrijkste auteur van Dzogchen geschriften en schreef aan meer dan 250 verhandelingen, zowel als auteur en redacteur. De belangrijkste zijn Zeven schatten (mDzod-bdun), de Trilogie van natuurlijke vrijheid (Rang-grol skor gsum) en de Trilogie van natuurlijk gemak (Ngal-gso skor gsum).